# Vu Hàm
Vu Hàm (chữ Hán: 巫咸) hay Vu Hàm Triệu (巫咸祒) tương truyền là một đồng cốt ("vu", 巫) hay thầy cúng chuyên hành nghề cầu đảo, bốc quẻ, bói toán, chiêm tinh, sống vào đời nhà Thương, phụng sự vua Thái Mậu. Vu Hàm, bên cạnh Cam Đức và Thạch Thân đời Chiến Quốc, được xem là một trong những nhà chiêm tinh lớn của Trung Quốc cổ đại. Nhà nghiên cứu Joseph Needham cho rằng ba người này đã vẽ được những đồ bản thiên văn và đã định được vị trí các sao.
Vu Hàm là một cái tên xuất hiện nhiều trong các văn bản thời Tiên Tần, ví dụ như Ly tao của Khuất Nguyên hay Nam Hoa kinh của Trang Tử. Trong Ly tao, Vu Hàm và Linh Phân là hai vị thần bói toán được Khuất Nguyên tìm gặp để xin lời khuyên.